# Fekete Lajos (unitárius lelkész)
Fekete Lajos, Erdélyi Fekete (Szentábrahám, 1897. június 25. – Brassó, 1945. április 23.) magyar unitárius lelkész, író, költő.

## Életútja
A székelyudvarhelyi református kollégiumban érettségizett, Kolozsváron teológiát végzett. Unitárius lelkész volt Fogarason, Ürmösön, Brassóban. Az 1920-as évek elején verseivel jelentkezett, ezeket a folyóiratok és újságok megkülönböztetésül vajdasági költőtársától Erdélyi előnévvel közölték. (A szócikkből törölve:) Kötetbe gyűjtött versei (Pusztai vándorlás. Fogaras, 1928) részben vallásos, részben világi tárgyúak. Nyelve, versépítkezése a népnemzeti iskola hatását mutatja, csupán a verssorok szabadabb kezelésén érződik a modern líra hatása. Regényíróként is bemutatkozott, s Ének a viharban című munkájában (Kolozsvár, 1936) egy művészhajlamú falusi tanító álmainak megvalósulását és népéhez való visszatérését írta meg. Bár jól ismeri világát, az erotikus részek túlfűtöttségében a szereplők belső rajza elhalványul. Utolsó verseskötete (Tovább a szirteken) kéziratban maradt.